# Старицинское сельское поселение
Старицинское се́льское поселе́ние — муниципальное образование в Парабельском районе Томской области Российской Федерации.
Административный центр — село Старица.

## История
Статус и границы сельского поселения установлены Законом Томской области от 15 октября 2004 года № 225-ОЗ О наделении статусом муниципального района, сельского поселения и установлении границ муниципальных образований на территории Парабельского района.

## Население
| 2002 | 2010 | 2012 | 2013 | 2014 | 2015 | 2016 |
| ---- | ---- | ---- | ---- | ---- | ---- | ---- |
| 924  | ↘609 | ↘593 | ↘569 | ↘561 | ↘560 | ↘554 |
| 2017 | 2018 | 2019 | 2020 | 2021 |      |      |
| ↘546 | ↘543 | ↘526 | ↘519 | ↘395 |      |      |

## Состав сельского поселения
| № | Населённый пункт | Тип населённого пункта       | Население |
| - | ---------------- | ---------------------------- | --------- |
| 1 | Новиково         | деревня                      | ↘46       |
| 2 | Осипово          | посёлок                      | ↗4        |
| 3 | Старица          | село, административный центр | ↘278      |
| 4 | Тарск            | деревня                      | ↘61       |
| 5 | Усть-Чузик       | деревня                      | ↘6        |

### Упразднённые населённые пункты
Деревни Комбарс и Львовка.